# Upeneus arge
 Upeneus arge és una espècie de peix de la família dels múl·lids i de l'ordre dels perciformes.
Els adults poden assolir els 36,5 cm de longitud total. Es troba a l'Índic (Maldives, Seychelles i Moçambic) i al Pacífic (des de les Illes Hawaii i les Tuamotu fins a Fidji i les Illes Ryukyu).